# Мізантроп (картина)
«Мізантроп» — картина фламандського художника  Пітера Брейгеля Старшого. Написана в 1568 році темперою на полотні. Зберігається в Національній галереї Каподімонте в Неаполі.

## Опис
Одна з останніх картин художника, написана за рік до смерті. У ній, як і в багатьох інших своїх творах, Брейгель розмірковує про людські пороки і тлінність людського життя. На картині зображений молодий злостивий карлик, що краде гаманець у похмурого старого. Карлик вписаний в сферу з хрестом — це символічне зображення порочного світу. Старий у низько насунутому на обличчя капюшоні знаходиться у домінуючому становищі. Кисті рук складені у молитовному жесті, який повинен свідчити про благочестивий характер персонажа. Однак благочестя виявляється облудним: позаду з-під довгого чорного плаща висовується туго набитий гаманець червоного кольору у формі серця. Можливо, тут Брейгель спирається на сентенцію «Де гаманець, там і серце», висхідну до Євангельського тексту.
Фраза нідерландською мовою, розміщена у нижній частині картини, говорить: 
Om dat de werelt is soe ongetru / Daer om gha ic in den ru

("Так як світ настільки підступний, я ношу жалобу").
Букви нанесені сторонньої рукою і, можливо, в більш пізній час, проте вважається, що сенс цього напису збігається з тим, що хотів показати художник.
Як би мізантроп не хотів зректися світу, він не може цього зробити. Підступність світу символізує не тільки карлик-злодюжка, але і три пастки-часнику, які розкладені на шляху проходження мізантропа. Похмурий мізантроп контрастує з пастухом, що охороняє овець на задньому плані і сповнений турботи про своїх підлеглих. За традицією, що йде ще від Старого Завіту, в образі пастуха алегорично зображався Христос.
Кругла форма картини нетипова для Брейгеля. Якщо судити за роботами що дійшли до сучасності, він використовував її всього двічі. У 1558 році під час підготовчих робіт до картини «Фламандські прислів'я» і в цій роботі десятьма роками потому. Тут він повертається до залишеної техніки — пише не маслом по дереву, а темперою на полотні.

## Фрагменти картини

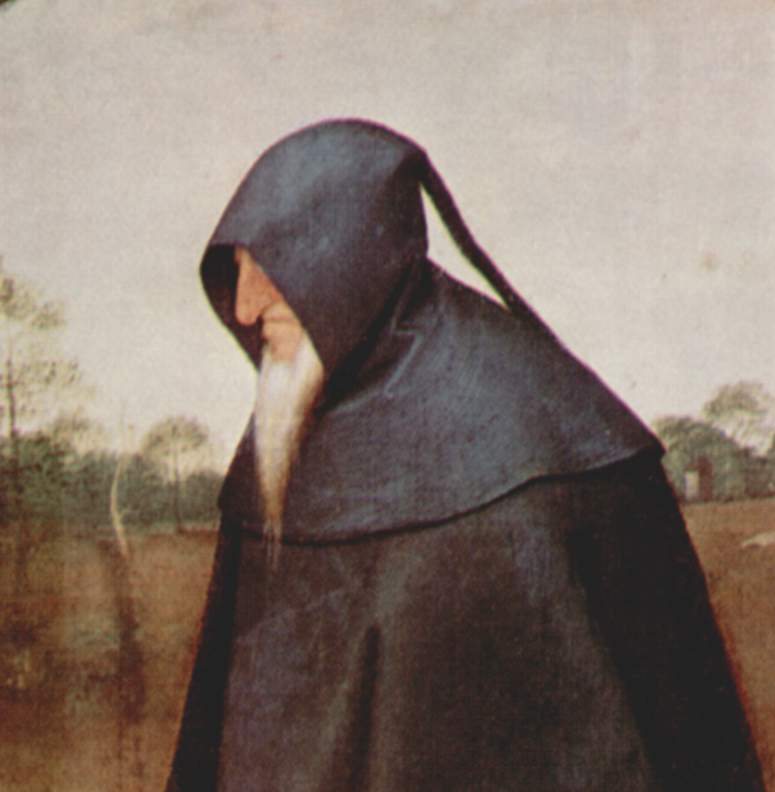
Обличчя